# Bogidiella paolii
Bogidiella paolii is een vlokreeftensoort uit de familie van de Bogidiellidae. De wetenschappelijke naam van de soort is voor het eerst geldig gepubliceerd in 1983 door Hovenkamp, Hovenkamp & Van der Heide.